# Tilen Nagode
Tilen Nagode, slovenski nogometaš, * 21. marec 1996.
Nagode je profesionalni nogometaš, ki igra na položaju napadalca. Nazadnje je bil član slovenskega kluba Primorje. Pred tem je igral za slovenska kluba Gorico in Bilje. Skupno je v prvi slovenski ligi odigral 67 tekem in dosegel en gol. Bil je tudi član slovenske reprezentance 21 let.